# Kupe-Manenguba
Kupe-Manenguba, ook Koupé-Manengouba is een departement in Kameroen, gelegen in de regio Sud-Ouest. De hoofdplaats van het departement is Bangem. De totale oppervlakte van het departement bedraagt 3.404 km². Met 123.011 inwoners bij de census van 2001 leidt dit tot een bevolkingsdichtheid van 36 inw/km².

## Gemeenten
Kupe-Manenguba is onderverdeeld in drie gemeenten:
- Bangem
- Nguti
- Tombel